# Лузилье
Лузилье (итал. Lusigliè) — коммуна в Италии, располагается в регионе Пьемонт, в провинции Турин.
Население составляет 573 человека (2008 г.), плотность населения составляет 115 чел./км². Занимает площадь 5 км². Почтовый индекс — 10080. Телефонный код — 0124.
Покровительницей коммуны почитается Дева Мария Розария, празднование 7 октября.

## Демография
Динамика населения:

## Администрация коммуны
- Официальный сайт: http://www.comune.lusiglie.to.it